# Beretta Stampede
O Beretta Stampede é um revólver single-action fabricado pela Beretta que é um clone exato do Colt Single Action Army "Peacemaker".